# Оптички конектор
Оптички конектор (енгл. optical fiber connector) је компонента која се монтира на крај оптичког кабла и која омогућавају растављив спој. 
Тренутно се највише користе три врсте конектора, који се сви праве у варијанти за једномодно и вишемодно влакно и имају пречник феруле 2,5 милиметра. То су:
- конектор, распрострањен у САД,
- конектор који се углавном користи у Европи и Азији и
- конектор, новијег датума, у употреби у локалним мрежама.

Ове три врсте се међусобно разликују по телу-кућишту конектора и начину везивања за спојницу, док су им оптичке карактеристике и цена углавном једнаке.